# Vanessa Henke
Pour les articles homonymes, voir Henke.
Vanessa Henke (née le 15 janvier 1981) est une joueuse de tennis allemande, professionnelle de 1997 à 2009.
Elle n'a remporté aucun tournoi WTA pendant sa carrière mais s'est imposée à dix-sept reprises (dont six fois en simple) sur le circuit ITF.

## Palmarès

### Titre en double dames
Aucun

### Finales en double dames
| No | Date       | Nom et lieu du tournoi  | Catégorie | Dotation  | Surface      | Vainqueures                    | Partenaire      | Score             |          |
| -- | ---------- | ----------------------- | --------- | --------- | ------------ | ------------------------------ | --------------- | ----------------- | -------- |
| 1  | 09/07/2001 | Uniqa Grand Prix Vienne | Tier III  | 170 000 $ | Terre (ext.) | Paola Suárez Patricia Tarabini | Lenka Němečková | 6-4, 6-2          | Parcours |
| 2  | 07/07/2008 | Grand Prix Budapest     | Tier III  | 175 000 $ | Terre (ext.) | Alizé Cornet Janette Husárová  | Raluca Olaru    | 6-75, 6-1, [10-6] | Parcours |

## Parcours en Grand Chelem

### En simple
N'a jamais participé à un tableau final.

### En double dames
| Année | Open d'Australie         | Open d'Australie          | Internationaux de France     | Internationaux de France | Wimbledon | Wimbledon | US Open                    | US Open                |
| ----- | ------------------------ | ------------------------- | ---------------------------- | ------------------------ | --------- | --------- | -------------------------- | ---------------------- |
| 2001  | -                        | -                         | -                            | -                        | -         | -         | 1er tour (1/32) B. Stewart | C. Dhenin Mariana Díaz |
| 2002  | -                        | -                         | 2e tour (1/16) Bianka Lamade | Cara Black Likhovtseva   | -         | -         | -                          | -                      |
| 2005  | 1er tour (1/32) M. Alves | D. Hantuchová Navrátilová | -                            | -                        | -         | -         | -                          | -                      |

Sous le résultat, la partenaire ; à droite, l’ultime équipe adverse.

### En double mixte
N'a jamais participé à un tableau final.

## Parcours en «Premier Mandatory» et «Premier 5»
Découlant d'une réforme du circuit WTA inaugurée en 2009, les tournois WTA « Premier Mandatory » et « Premier 5 » constituent les catégories d'épreuves les plus prestigieuses, après les quatre levées du Grand Chelem.

### En double dames
| Année | Premier Mandatory | Premier Mandatory | Premier Mandatory | Premier Mandatory | Premier Mandatory | Premier Mandatory | Premier Mandatory | Premier Mandatory | Premier 5 | Premier 5 | Premier 5 | Premier 5                | Premier 5     | Premier 5 | Premier 5 | Premier 5 | Premier 5  | Premier 5  | Premier 5 | Premier 5 | Premier 5 | Premier 5 |
| Année | Indian Wells      | Indian Wells      | Miami             | Miami             | Madrid            | Madrid            | Pékin             | Pékin             | Dubaï     | Dubaï     | Doha      | Doha                     | Rome          | Rome      | Canada    | Canada    | Cincinnati | Cincinnati | Tokyo     | Tokyo     | Wuhan     | Wuhan     |
| ----- | ----------------- | ----------------- | ----------------- | ----------------- | ----------------- | ----------------- | ----------------- | ----------------- | --------- | --------- | --------- | ------------------------ | ------------- | --------- | --------- | --------- | ---------- | ---------- | --------- | --------- | --------- | --------- |
| 2009  |                   |                   |                   |                   |                   |                   |                   |                   |           |           |           |                          |               |           |           |           |            |            |           |           |           |           |
| —     | —                 | —                 | —                 | —                 | —                 | —                 | —                 | —                 | —         |           |           | 1er tour (1/16) Bachmann | Craybas Ditty | —         | —         | —         | —          | —          | —         |           |           |           |

N.B. : le nom de la partenaire se trouve sous le résultat ; le nom des ultimes adversaires se trouve à droite.

## Parcours en Fed Cup
| #                                                                 | Date       | Lieu    | Surface    | Gagnante(s)                      | Perdante(s)                   | Score    |          |
|                                                                   |            |         |            |                                  |                               |          |          |
| 2003 - Barrage (groupe mondial I) - Indonésie - Allemagne - 2 : 3 |            |         |            |                                  |                               |          |          |
| 1                                                                 | 19/07/2003 | Jakarta | Dur (ext.) | Wynne Prakusya Angelique Widjaja | Vanessa Henke Angelika Roesch | 6-2, 6-2 | Parcours |

## Classements WTA en fin de saison

### En simple
| Année | 1998 | 1999 | 2000 | 2001 | 2002 | 2003 | 2004 | 2005 | 2006 | 2007 | 2008 | 2009 | 2010 | 2011 |
| Rang  | 725  | 252  | 215  | 229  | 180  | 246  | 192  | 147  | 213  | 259  | 412  | 870  | 589  | 576  |

Source : (en) « Classements de Vanessa Henke », sur le site officiel du WTA Tour

### En double
| Année | 1998 | 1999 | 2000 | 2001 | 2002 | 2003 | 2004 | 2005 | 2006 | 2007 | 2008 | 2009 | 2010 | 2011 |
| Rang  | 522  | 293  | 211  | 128  | 167  | 212  | 161  | 168  | 126  | 254  | 206  | 416  | 530  | 1060 |

Source : (en) « Classements de Vanessa Henke », sur le site officiel du WTA Tour